# Li Yihong
Li Yihong (chinesisch 李怡泓, Pinyin Lǐ Yíhóng; * 9. Juli 1996) ist eine ehemalige chinesische Tennisspielerin.

## Karriere
Li spielte hauptsächlich Turniere auf der ITF Women’s World Tennis Tour, wo sie neun Titel im Doppel gewinnen konnte.

## Turniersiege

### Doppel
| Nr. | Datum            | Turnier  | Kategorie   | Belag     | Partnerin    | Finalgegnerinnen                        | Ergebnis          |
| --- | ---------------- | -------- | ----------- | --------- | ------------ | --------------------------------------- | ----------------- |
| 1.  | 7. Juli 2012     | Huzhu    | ITF $15.000 | Sand      | Zhang Kailin | Tian Ran Wang Yafan                     | 3:6, 6:4, [10:6]  |
| 2.  | 12. Januar 2013  | Hongkong | ITF $10.000 | Hartplatz | Wen Xin      | Eri Hozumi Miyu Katō                    | 4:6, 6:1, [12:10] |
| 3.  | 16. Februar 2014 | Antalya  | ITF $10.000 | Sand      | Zhu Lin      | Gabriela Talabă Patricia Maria Țig      | 6:2, Aufgabe      |
| 4.  | 1. März 2014     | Antalya  | ITF $10.000 | Sand      | Zhu Lin      | Nicoleta-Cătălina Dascălu Raluca Șerban | 3:6, 6:3, [10:3]  |
| 5.  | 5. März 2016     | Nanjing  | ITF $10.000 | Hartplatz | Wang Yan     | Chen Jiahui Xin Yuan                    | 6:2, 6:3          |
| 6.  | 29. Mai 2016     | Tianjin  | ITF $50.000 | Hartplatz | Wang Yan     | Liu Wanting Lu Jingjing                 | 1:6, 6:0, [10:4]  |
| 7.  | 11. Juni 2016    | Anning   | ITF $10.000 | Sand      | Xin Yuan     | Kang Jiaqi Sun Xuliu                    | 5:7, 6:4, [10:8]  |
| 8.  | 25. Februar 2017 | Nanjing  | ITF $15.000 | Hartplatz | Zhang Ying   | Tang Haochen Guo Hanyu                  | 5:7, 6:3, [10:3]  |
| 9.  | 9. Juli 2017     | Anning   | ITF $15.000 | Sand      | Feng Shuo    | Jiang Xinyu Tang Qianhui                | 6:3, 6:4          |